# Wapniska (Biecz)
Wapniska – peryferyjna część miasta Biecz, położona na północnym zachodzie miasta, w rejonie ulicy Bochniewicza.